# Neocorynura atromarginata
Neocorynura atromarginata är en biart som först beskrevs av Cockerell 1901.  Neocorynura atromarginata ingår i släktet Neocorynura och familjen vägbin. Inga underarter finns listade i Catalogue of Life.